# Seconda battaglia di Algeciras
La seconda battaglia di Algeciras, nota anche come battaglia dello Stretto di Gibilterra, fu una battaglia navale combattuta nel golfo di Gibilterra nella notte del 12 luglio 1801 (23 Messidor an IX del Calendario repubblicano francese) tra uno squadrone di vascelli della Royal Navy inglese ed un più consistente squadrone di navi della marina francese e spagnola. La battaglia seguì di pochi giorni la prima battaglia di Algeciras svoltasi il 6 luglio, in cui uno squadrone francese ancorato nel porto spagnolo di Algeciras tenne testa all'attacco di un preponderante squadrone inglese con base nella vicina Gibilterra. Nel corso degli scontri avvenuti nelle acque calme al largo della Baia di Algeciras le forze inglesi furono immobilizzate da improvvise bonacce e dal contorto sistema di secche della baia, finendo per subire il pesante fuoco delle navi francesi e delle batterie costiere spagnole. Alla fine della battaglia gli inglesi persero la HMS Hannibal (arenata e pesantemente danneggiata, fu successivamente riarmata come Annibal nella marina francese), ma entrambi gli schieramenti dovettero ritirarsi per affrontare le necessarie riparazioni. Allo stesso tempo, le due squadre chiamarono rinforzi per superare lo stallo. I francesi ricevettero per primi aiuto da parte della flotta spagnola di stanza a Cadice, che mandò sei vascelli da guerra per scortare in sicurezza lo squadrone francese.
Arrivati i rinforzi il 9 luglio, lo squadrone franco-spagnolo fu pronto per salpare il 12, lasciando in serata Algeciras e dirigendosi verso ovest. Lo squadrone inglese, al comando del Retroammiraglio Sir James Saumarez, terminate rapidamente le proprie riparazioni, levò le vele all'inseguimento. Accortosi che le proprie navi stavano perdendo il contatto con il nemico, Saumarez diede ordine ai propri capitani di separare le forze ed attaccare lo squadrone franco-spagnolo al loro meglio. La nave più veloce era la HMS Superb, al comando del Capitano Richard Goodwin Keats, che veleggiò tra la retroguardia spagnola appena scese la notte. La Superb, con la complicità del buio (la notte era senza luna), attaccò le ultime navi della retroguardia, riuscendo ad incendiare la Real Carlos (un poderoso vascello da 112 cannoni) e riuscendo a catturare la francese Saint Antoine. Incapacitati a distinguere amici e nemici, la Real Carlos attaccò la spagnola San Hermenegildo, con il solo risultato di propagare l'incendio anche alla seconda nave. Entrambe, successivamente, esplosero causando innumerevoli vittime. A quel punto si aprì un secondo fronte della battaglia, all'arrivo della HMS Venerable sulle linee francesi. La nave attaccò la nave francese Formidable al comando del Capitano Amable Troude, posizionata più indietro nello schieramento franco-spagnolo. Lo scontro si prolungò a lungo e si concluse con la Venerable danneggiata al punto da essere mandata ad arenarsi sulla costa, consentendo al resto dello schieramento francese di ampliare il proprio vantaggio e raggiungere Cadice senza ulteriori combattimenti.
Passata la battaglia, la Venerable fu trainata al largo e riportata a Gibilterra per le riparazioni, mentre il resto dello squadrone inglese ripristinò il proprio blocco navale al largo di Cadice, riportando di fatto entrambi gli schieramenti allo status quo precedente alla Campagna di Algeciras. La vittoria inglese, giunta a così breve distanza temporale dalla sconfitta di Saumarez nel porto di Algeciras, contribuì a ripristinare la parità tattica nella regione, mentre le pesanti perdite causate allo schieramento spagnolo contribuirono ad indebolire l'alleanza franco-spagnola e furono uno dei fattori a portare alla firma del Trattato di Amiens nel 1802. In Francia, nonostante le pesanti perdite spagnole, la battaglia fu celebrata come una vittoria e il Capitano Troude fu promosso e lodato per la difesa della propria nave.

## Antefatto

### La prima battaglia di Algeciras
Nell'agosto del 1798 la flotta francese del Mediterraneo era stata distrutta dalla flotta inglese durante la Battaglia del Nilo, nel corso della Campagna d'Egitto. Con il dominio dei mari nelle mani della Royal Navy e il proprio esercito isolato in Egitto, la Francia cercò di ripristinare le proprie forze nella regione inviando rinforzi dalla flotta di stanza nell'Oceano Atlantico, ottenendo alcune navi spagnole di stanza nel porto di Cadice. Uno squadrone partì da Brest e tentò per tre volte di raggiungere l'Egitto (che stava affrontando una massiccia invasione inglese), prima di abbandonare ogni tentativo e ritirarsi a Tolone sulle coste francesi del Mediterraneo. I tre vascelli Formidable, Indomptable e Desaix erano stati separati dal contingente principale a Maggio e messi sotto al comando del Contrammiraglio Charles Linois, con l'ordine di dirigersi a Cadice. Lì, la marina spagnola aveva concesso la vendita di sei vascelli alla marina francese, ed il 13 giugno due fregate francesi, la Libre e la Indienne giunsero nel porto per seguire il trasferimento delle imbarcazioni al comando del Contrammiraglio Dumanoir le Pelley.
Sulla rotta verso Cadice, Linois era venuto a sapere dalla ciurma del brigantino HMS Speedy che un possente squadrone inglese composto da sette vascelli al comando del retroammiraglio Saumarez stazionava al largo di Cadice, bloccando l'accesso al porto. Preoccupato che lo squadrone nemico potesse travolgere il proprio, Linois si rifugiò nel piccolo ma ben difeso porto di Algeciras, sull'altro lato della Baia di Algeciras rispetto alla fortezza navale inglese di Gibilterra. Saumarez fu informato dell'arrivo di Linois e si mosse verso est fino a raggiungere la mattina del 6 luglio le navi francesi già schierate sulla difensiva. L'attacco inglese fu immediato, ma il retroammiraglio dovette fare i conti con l'ostacolo della mancanza di vento. Impossibilitato a muoversi e sotto pesante fuoco nemico, lo squadrone inglese riuscì ad infliggere danni significativi allo schieramento francese, facendone ritirare le navi verso la costa e portandone due ad arenarsi. Tuttavia, quando Saumarez ordinò alle proprie navi di seguire quelle francesi, la HMS Hannibal si trovò incagliata a sua volta, in un punto particolarmente bersagliato dalle batterie napoleoniche. Senza vento per manovrare, e con le scialuppe impegnate a trainar via la HMS Pompee dalla bonaccia, Saumarez interruppe l'attacco alle 13:35. Quel che restava dello squadrone inglese si ritirò verso Gibilterra, lasciandosi alle spalle la Hannibal ormai pressoché priva di alberatura, semidistrutta dal fuoco francese e con l'equipaggio decimato.

## L'arrivo di Moreno
Con entrambi gli squadroni pesantemente danneggiati, i due schieramenti cercarono rinforzi. Linois mandò un messaggio via terra a Cadice appellandosi al soccorso della flotta spagnola al comando dell'Ammiraglio Don José de Mazarredo Salazar Muñatones y Gortázar e pregandolo di inviare uno squadrone a scortare la flotta francese al riparo a Cadice. A Cadice, il Contrammiraglio le Pelley supplicò Mazzaredo affinché gli desse assistenza, e l'8 luglio concordarono l'invio ad Algeciras di un potente squadrone spagnolo al comando del Vice-Ammiraglio Don Juan Joaquín Moreno. Le forze di Moreno ammontavano a due vascelli di prima classe da 112 cannoni, la Real Carlos e la San Hermenegildo, la San Fernando da 96 cannoni, la Argonauta, da 80 cannoni e la San Agustín da 74 cannoni. A queste si aggiunse la nave francese Saint Antoine, che fino a pochi giorni prima era stata la spagnola San Antonio, prima delle navi francesi appena acquistate dall'Armada Española a prender servizio, con un equipaggio misto preso dalle fregate di le Pelley e da marinai spagnoli al comando del Commodoro Julien le Ray. Concludevano lo schieramento dello squadrone le fregate francesi Libre e Indienne, la spagnola Sabina e il lugger francese Vautour.
Lo squadrone congiunto franco-spagnolo partì da Cadice il 9 luglio veleggiando rapidamente verso sud per raggiungere Algeciras nel tardo pomeriggio (tranne il Saint Antoine che, rallentato, raggiunse il porto la mattina seguente). Lo schieramento fu ancorato vicino ad Algeciras, ben fuori portata dai cannoni di Gibilterra, nell'attesa che Linois finisse le proprie riparazioni e fosse in grado di riprendere il mare. Alle spalle dello squadrone franco-spagnolo vi era un piccolo schieramento inglese al comando del Capitano Richard Foodwin Keats con la sua HMS Superb, la fregata HMS Thames e il brigantino HMS Pasley. Benché facesse parte dall'inizio dello squadrone di Saumarez, Keats era rimasto troppo indietro per poter prendere parte alla prima battaglia ed era rimasto ad incrociare al largo di Cadice per monitorare la flotta spagnola. Alla partenza di Moreno, Keats fu inizialmente inseguito da una porzione dello squadrone franco-spagnolo, ma, dopo aver eluso l'inseguimento, si mise a sua volta a seguire le navi nemiche per raggiungere di conseguenza Saumarez a Gibilterra. Nel porto inglese i cantieri navali erano teatro di attività frenetiche nel tentativo di Saumarez, supportato dal locale commissario Capitan Alexander Ball, di rimettere il proprio squadrone nelle condizioni di riprendere il mare ed intercettare le forze di Moreno nel loro viaggio verso Cadice. La Pompee fu temporaneamente abbandonata nel cantiere ed il suo equipaggio ridistribuito per occuparsi delle riparazioni del resto del contingente. Saumarez ordinò anche che la sua ammiraglia HMS Caesar fosse lasciata a Gibilterra, ma dovette piegarsi all'insistenza del suo Capitano Jahleel Brenton, che chiese ed ottenne il permesso di riparare la propria nave: l'equipaggio del Caesar lavorò giorno e notte per rimettere l'imbarcazione nelle condizioni di combattere. Saumarez era convinto che, viste le condizioni delle navi di Linois e l'errata convinzione che lo squadrone congiunto sarebbe salpato alla volta di Cartagena, ad est, avrebbe avuto almeno due settimane per prepararsi. Inviò pertanto messaggi alla flotta del Mediterraneo al comando di Lord Keith, allora al largo dell'Egitto, richiedendo supporto contro lo squadrone franco-spagnolo.

## La battaglia
L'11 luglio il rifiorire delle attività sulle navi di Moreno indicò agli occhi inglesi a Gibilterra che lo squadrone si stava approntando a prendere nuovamente il mare, costringendo gli inglesi a raddoppiare i propri sforzi per riparare in tempo le proprie imbarcazioni. L'arrivo di un leggero vento da est, che avrebbe favorito il ritorno a Cadice, incoraggiò Moreno e Saumarez a predisporre la partenza per il giorno successivo. Alle 12:00 del 12 luglio la HMS Caesar si trainò al largo del porto di Gibilterra, accompagnata dalle note dell'inno della marina "Heart of Oak", suonata dalla banda di bordo, e di "Britons strike home!" dalla costa, mentre migliaia di persone si affollavano per assistere all'imminente battaglia. In quel momento, tuttavia, le forze di Moreno erano già in mare: all'alba del 12 luglio le prime navi avevano spiegato le loro vele, e per le 12:00 lo squadrone aveva già iniziato a raccogliersi al largo di Punta Cabrita, all'imbocco della Baia di Algeciras. Alle 15:00 anche Saumarez poté salpare a bordo della sua ammiraglia Caesar e seguito dai vascelli Superb, Venerable ed Audacious, dalle fregate Thames e Carlotta (quest'ultima portoghese) e da diverse piccole imbarcazioni. Sia Saumarez che Linois si attendevano l'arrivo in giornata dei rinforzi di Lord Keith, ma questi non apparvero mai.
Alle 19:00, rallentati dall'impatto della Rocca di Gibilterra sul vento, lo squadrone inglese doppiò il capo per scoprire che le forze francesi e spagnole erano ancora intente a raggrupparsi al largo di Punta Cabrita. Il vento leggero impediva rapidi movimenti, e Saumarez iniziò a bordeggiare lentamente verso il nemico in formazione da battaglia. Il ritardo nella partenza di Moreno era stato causato dallo stato dell'ex HMS Hannibal, già rinominata Annibal, i cui nuovi alberi, costruiti con materiali di recupero, non le consentivano di muoversi e l'avevano costretta ad essere trainata dalla fregata Indienne. Alla vista del contingente di Saumarez, Moreno ordinò alla Indienne ed alla Annibal di far ritorno ad Algeciras e, alle 19:45, segnalò al resto dello squadrone di salpare verso est attraverso lo Stretto di Gibilterra alla volta di Cadice. Seguendo la tradizione navale spagnola, inoltre, sbarcò dalla propria ammiraglia Real Carlos e si trasferì sulla fregata Sabina, persuadendo Linois a lasciare la propria Formidable e fare lo stesso.

### LaSuperbe la retroguardia
Alle 20:00 Saumarez portò le proprie navi nello Stretto all'inseguimento dello squadrone franco-spagnolo che, tuttavia, era già fuori dal campo visivo inglese; l'ammiraglio comprese che le proprie navi erano troppo lente per raggiungere francesi e spagnoli mantenendo la propria formazione di battaglia prima che queste riuscissero a raggiungere la relativa sicurezza del mare aperto. Alle 20:40, al rafforzarsi del vento, comandò allo squadrone di rompere la formazione ed attaccare la retroguardia nemica, indirizzando i propri ordini in particolare al Capitano Richard Goodwin Keats della Superb, la nave più veloce. Keats spiegò immediatamente tutte le vele e, per le 22:00 era di nuovo in vista della retroguardia nemica, costituita dai vascelli di prima classe spagnoli e dalla Saint Antoine. Dietro di sé, Keats poteva vedere solo la Caesar e la Venerable in lontananza e, alle 23:00, solo la Caesar era in vista, a più di 3 miglia (5,6 km) dietro la Superb. Nonostante i considerevoli rischi, Keats avvicinò la propria nave a 350 iarde (320 m) dalla Real Carlos, attirando il fuoco congiunto dei tre vascelli della retroguardia franco-spagnola, riuscendo tuttavia ad evitarne la maggior parte seguendo la semplice tattica di spegnere ogni illuminazione sulla propria nave, lasciando che le altre navi si colpissero da sole più che bersagliare il loro nemico inglese. Linois ordinò a sua volta alle proprie navi di spegnere le luci, ma questo aggiunse ulteriore confusione nelle navi spagnole. La Luna era tramontata e la notte era considerevolmente scura, e questo fatto contribuì significativamente all'inaccuratezza dei cannonieri spagnoli: la Real Carlos sparava a caso verso la nave inglese, riuscendo a colpirla solo una volta, mentre la nave di Keats si mostrò ben più precisa, riuscendo a sparare tre bordate prima che la Superb si portasse oltre la Real Carlos e verso la Saint Antoine. Le bordate inglesi causarono danni significativi, riuscendo ad abbattere un albero di gabbia e riuscendo ad incendiare il ponte della nave spagnola a seguito della terza bordata. L'incendio divenne presto talmente imponente da esser visto chiaramente anche dagli spettatori sulla Rocca di Gibilterra.
Con la Real Carlos fuori combattimento, Keats ingaggiò la Saint Antoine, il cui equipaggio misto franco-spagnolo si dispose per l'attacco non appena il vascello inglese fu a portata. Alle 23:50, Keats dispose la propria nave a fianco della nave appena diventata francese, iniziando un violento scontro ravvicinato fatto di scambi furiosi di bordate nel buio più completo e con il vento che rafforzava. La battaglia continuò per 30 minuti fino a quando, con le navi ormai oltre Capo Spartel in Nord Africa, il Capitano Le Ray, ferito, decise che la propria nave non era più in grado di proseguire il combattimento ed annunciò alla Superb la propria resa. Le drizze che reggevano il proprio vessillo, tuttavia, erano rimaste impigliate nel sartiame, dando l'immagine che la nave fosse ancora in mano francese: questo portò la nave ad essere attaccata ripetutamente da parte delle altre navi inglesi che man mano sopraggiungevano durante la notte. La Formidable aveva nel frattempo raggiunto anch'essa la retroguardia dello squadrone nemico, schivando ogni attacco avendo cura di spegnere le proprie luci di segnalazione fin dopo aver passato la Superb e la Saint Antoine. Keats rimase con la propria preda aspettando il resto dello squadrone: Caesar, Venerable, Spencer e Thames arrivarono dopo mezzanotte, e tutte aprirono il fuoco sulla Saint Antoine prima di superarla e proseguire ad Ovest verso il resto dello squadrone di Moreno. La Superb fu successivamente raggiunta dalla Carlotta e dalle piccole HMS Calpe e Louisa, che le rimasero vicine durante il resto della notte.

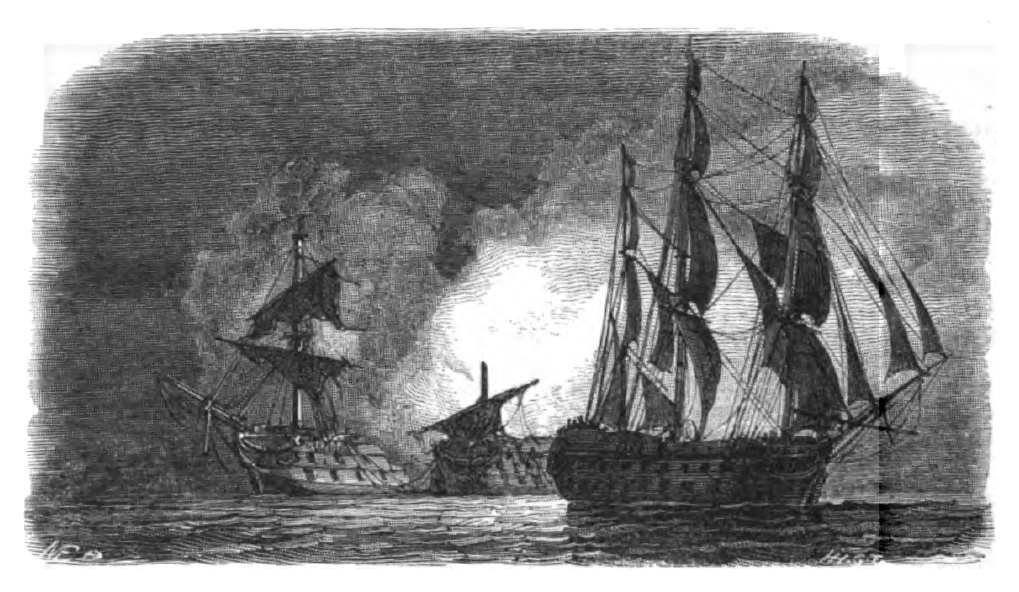
La HMS Superb supera di nascosto la flotta spagnola nella Baia di Algeciras, mentre la Hermenegildo e la Real Carlos, sullo sfondo, esplodono dopo essersi bombardate a vicenda per errore. Disegno di Antoine Léon Morel-Fatio.

Ad est dei combattimenti tra Superb e Saint Antoine, il fuoco sulla Real Carlos era ormai fuori controllo e si stava diffondendo su tutto il vascello. Nell'oscurità il vascello incendiato risaltava particolarmente, e fu confuso dall'equipaggio del San Hermenegildo per una nave inglese. Nonostante Moreno avesse specificatamente ordinato ai propri capitani di far fuoco solo se certi dei propri obiettivi, il San Hermenegildo accostò la nave in fiamme e sparò diverse bordate sul Real Carlos. L'attacco potrò ad un'immediata risposta, e le due gigantesche navi da guerra iniziarono uno scambio ravvicinato di colpi che si fermò solo quando la Real Carlos sbandò contro la San Hermenegildo, propagando le fiamme anche su quest'ultima. Saumarez, a quella vista, esclamò eccitato a Brenton "My God, sir, look there! The day is ours!" ("Mio dio, signore, guardate lì! La vittoria è nostra!"). In pochi minuti, le due navi erano agganciate l'una all'altra, e il fuoco si propagava indisturbato lungo tutta la lunghezza dei vascelli. L'incendio era troppo pericoloso per le navi inglesi per poter lanciare un tentativo di soccorso, e, benché diverse centinaia di uomini fossero riusciti a lasciare il relitto su piccole imbarcazioni, vi erano ancora non meno di 1 700 marinai ancora a bordo, quando la Real Carlos alle 00:15 e poi la San Hermenegildo esplosero quando le fiamme raggiunsero i depositi delle munizioni, annientando entrambi gli equipaggi. 262 sopravvissuti sulle scialuppe furono portati a bordo della Saint Antoine ormai catturata, e 38 sulla Superb, mentre pochi altri riuscirono in qualche modo a raggiungere il resto dello squadrone franco-spagnolo. L'enorme costo umano di questo incidente lo rese uno dei peggiori disastri marittimi di quei tempi.

### LaVenerablee laFormidable

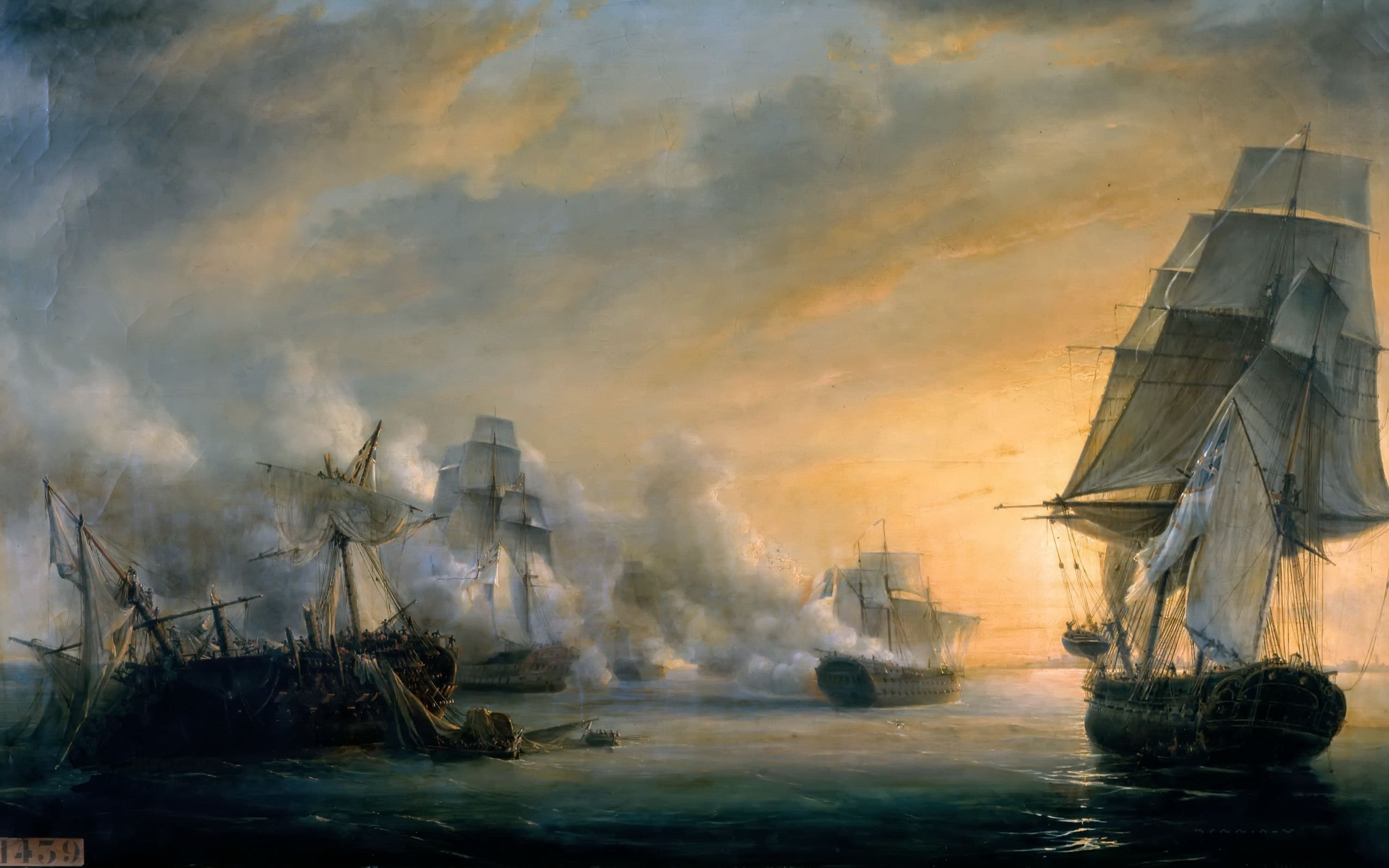
Combat du Formidable, di Pierre-Julien Gilbert, 1832

Mentre Keats rimaneva con la nave nemica appena conquistata e la Audacious restava ulteriormente indietro, Saumarez conduceva ancora avanti il resto dello squadrone inglese. Le navi francesi e spagnole si erano sparpagliate mentre la Superb attaccava la retroguardia, e ciascuna proseguì separatamente alla volta di Cadice durante la notte. Allo spuntare del sole, alle 04:00 del 13 luglio, le vedette del vascello inglese Venerable condotto dal Capitano Samuel Hood avvistarono la francese Formidable che si dirigeva verso nord al comando del Capitano Amable Troude, in assenza di Linois. La Formidable stava guidando il resto dello squadrone nei pressi delle coste della baia di Conil, tra Cadice, a nord, e Capo Trafalgar a sud. Il vento leggero proveniente da terra impedì alla Caesar ed alla Spencer, rimaste al largo e indietro, di essere lanciate all'inseguimento, mentre la Venerable e la Thames, entrambe vicine a costa ed in grado di sfruttare appieno la brezza, si lanciarono all'attacco. I pesanti danni subiti nella battaglia del 6 luglio avevano costretto la Formidable a prendere il mare munita solo di un'alberatura d'emergenza, costruita con materiali di recupero e sensibilmente meno efficiente. Con la nave nemica in queste condizioni, Hood riuscì ad avvicinarsi rapidamente, arrivando a tiro dei cannoni di poppa di Troude alle 05:15. Hood attese fino alle 05:20 per contrattaccare, in modo da non rallentare il proprio avvicinamento. A quel punto, la leggera brezza favoriva la posizione di Hood, e la Venerable riuscì ad accostarsi alla Formidable per sparare una piena bordata. Ormai nelle vicinanze di Cadice, il resto dello squadrone di Moreno iniziò a raggrupparsi per tornare indietro al soccorso della Formidable, ma furono fermati da un'improvvisa bonaccia e poterono solo assistere allo scontro che iniziava più a sud.
La Venerable ebbe la peggio nel primo scontro, e alle 05:30 metà dell'albero di mezzana fu spazzata via. Hood rispose ordinando al Capitano Aiskew Hollis della Thames di affiancarsi alla poppa della nave francese spazzando il ponte con le sue bordate contrastate solo dal debole fuoco di poppa della nave di Troude. Per un'altra ora le navi si scambiarono bordate, finché alle 6:45 l'albero maestro della Venerable si piegò su un fianco, ritardando in maniera significativa i movimenti della nave. La Formidable riuscì ad approfittare di un vento debole ed incostante per allontanarsi, continuando a sparare con i propri cannoni di poppa alle navi inglesi ormai immobili. La Venerable era ormai fuori controllo: l'albero maestro collassò definitivamente alle 07:50, lasciando la nave ad arenarsi sulla costa del piccolo isolotto di Sancti Petri, 12 miglia (19,3 km) a sud di Cadice. Con il suo principale assalitore fuori combattimento, Troude proseguì lentamente alla volta di Cadice, fuori dal raggio di azione della Caesar che nel frattempo si stava avvicinando.
Alle 08:00, Saumarez utilizzò la propria scialuppa per inviare Jahleel Brenton alla volta della Venerable, proprio mentre anche l'albero di trinchetto crollava fuori bordo, con le istruzioni di evacuare il proprio equipaggio ed incendiare la nave, qualora il resto dello squadrone franco-spagnolo avesse avuto intenzione di dirigersi nuovamente a sud per contrattaccare. La Thames fu fatta avvicinare per poter evacuare la nave secondo necessità, ma Hood rifiutò l'ordine ed insistette di essere in grado di salvare la propria nave. Il sopraggiungere all'orizzonte della Audacious e della Superb portò Moreno ad abbandonare ogni velleità di contrattacco, preferendo l'ingresso nel porto di Cadice dell'intero squadrone, seguito dalla Formidable di Troude. Il loro arrivo fu salutato con giubilo dalla popolazione cittadina, inconsapevole del disastro avvenuto durante l'attraversamento dello Stretto di Gibilterra. Tale fu la confusione degli eventi notturni che il fato delle navi perdute non fosse del tutto chiaro: nel porto di Cadice continuarono ad attendere fiduciosi l'arrivo della Saint Antoine almeno fino al 16 luglio.

## Le conseguenze della battaglia

### Le perdite
Evitata la minaccia franco-spagnola, Saumarez portò l'attenzione del suo squadrone al salvataggio di quel che restava della Venerable arenatasi sulla costa. Gli equipaggi di Caesar e Spencer contribuirono all'opera e, per le 14:00, aiutata dal mare calmo e da una leggera brezza, la Venerable fu riportata al largo. Lo squadrone inglese levò le vele verso Gibilterra alle 18:00, potrando la Venerable con sé, trainata prima dalla Thames e poi dalla Spencer. L'equipaggio di Hood costruì degli alberi d'emergenza con il materiale a disposizione e, per la mattina del 14 luglio, la Venerable fu nuovamente in grado di navigare in maniera indipendente. Lo squadrone arrivò a Gibilterra quella sera stessa. A Gibilterra, lo squadrone di ritorno fu accolto con grida di giubilo e una salva di 21 cannoni. La Spencer, la Audacious e la Thames rimasero al largo di Cadice per proseguire il blocco navale, che restò in piedi fino alla pace di Amiens che sancì il termine provvisorio delle ostilità.
In termini umani, le perdite inglesi furono relativamente contenute e concentrate prevalentemente sulla Venerable, che subì 18 morti e 87 feriti. Lo scontro con la Saint Antoine portò all'equipaggio della Superb 15 feriti, tra cui un ufficiale, mentre l'unica altra nave coinvolta negli scontri, la Thames non riportò vittime. Oltre alla Venerable nessuna delle altre navi subì danni significativi, incluse la Superb e la Thames. Nei giorni successivi alla battaglia, Saumarez organizzò uno scambio tra prigionieri, inviando l'equipaggio del Saint Antoine ad Algeciras in cambio del rilascio dell'equipaggio della Hannibal.
Le perdite del contingente franco-spagnolo furono sensibilmente più pesanti: la Formidable contò 20 morti e un numero imprecisato di feriti, mentre le perdite della Saint Antoine, benché non registrate, furono valutate come "molto severe" dallo storico William James. Tuttavia, le perdite di gran lunga maggiori furono registrate a bordo dei due vascelli di prima classe spagnoli, ciascuno dei quali navigava con un equipaggio di circa 1000 uomini, dei quali solo 300 riuscirono a scappare.
Per concludere, i danni alle fregate spagnole: la Sabina subì un morto e cinque feriti dovuti ad un colpo di cannone durante la notte. Non fu mai determinata l'origine dell'attacco, e James ipotizzò potesse trattarsi di un malaugurato caso di fuoco amico ad opera di uno dei due maggiori vascelli spagnoli. In aggiunta, la Perla, una fregata montante 34 cannoni, fu vista andare alla deriva al largo delle coste nordafricane dello Stretto di Gibilterra la mattina del 13 luglio, per poi affondare lo stesso giorno a causa dei seri danni riportati. Non è chiaro come la Perla possa essere stata coinvolta nei combattimenti: la nave non faceva parte dello squadrone di Moreno ad Algeciras e nessuna delle navi inglesi riportò di aver attaccato la fregata durante la notte. Presumibilmente, la Perla rimase coinvolta per caso nella battaglia durante la notte, per subire danni irreparabili nel fuoco incrociato da cui fu circondata.

### Conseguenze
L'Inghilterra celebrò lungamente la vittoria, dando merito a Saumarez di aver rimosso l'onta della sconfitta subita appena sei giorni prima nella Baia di Algeciras. Gli furono tributati ringraziamenti da parte di entrambe le Houses of Parliament, e, essendo già Knight Bachelor, fu nominato Cavaliere dell'Ordine del Bagno, con una pensione annua di £1200 (l'equivalente di ca. £77000 al 2013). I primi tenenti della Caesar, della Superb e della Venerable furono promossi a Comandante, e la Saint Antoine fu armata nei ranghi della Royal Navy con il nome di HMS San Antonio anche se, a causa dell'età e delle dimensioni contenute, non fu mai ritenuta in grado di essere impiegata in battaglia e fu posta a presidio del porto di Portsmouth. A distanza di cinquant'anni, la seconda battaglia di Algeciras fu tra le azioni di guerra riconosciute meritevoli della Naval General Service Medal, concessa a tutti i partecipanti di nazionalità inglese ancora vivi nel 1847.
Anche in Francia la battaglia fu considerata una vittoria, prevalentemente grazie al rapporto inviato a Parigi da Dumanoir le Pelley e grazie all'intensità di una lettera scritta dal Capitano Troude, che si prese il merito di aver combattuto con successo non solo la Venerable e la Thames, ma anche la Caesar e la Spencer (scambiata, nel rapporto, per la Superb). Troude non solo proclamò di essere sfuggito all'attacco di tutte queste navi e di aver completamente distrutto la Venerable mandandola ad arenarsi alle 07:00, ma anche di aver atteso fino alle 10:00 con la speranza di poter continuare la battaglia. Troude fu promosso e ampiamente celebrato, e successivamente fu protagonista di importanti azioni di guerra in seno alla marina francese.
L'esito della battaglia, che rovesciò la sconfitta inglese del 6 luglio, inflisse notevoli perdite alla flotta spagnola e intrappolò Linois a Cadice, fu decisivo per confermare il controllo britannico del Mar Mediterraneo. Con i piani francesi di rinforzare l'esercito isolato in Egitto ormai a rotoli, la flotta di invasione inglese fu libera di manovrare senza interferenze, riuscendo a riconquistare il Paese africano nel settembre del 1801. Più in generale, la battaglia enfatizzò la sicurezza inglese nel dominare le acque europee, distruggendo ogni tentativo da parte della marina francese e dei suoi alleati di condurre operazioni per mare. La Spagna, furiosa per le numerose perdite paragonate ad un guadagno minimo, iniziò a prendere le distanze dall'alleato francese. L'incrinarsi dei rapporti fu uno dei fattori che contribuì al Trattato di Amiens, siglato nel Marzo 1802, che segnò la fine delle Guerre Rivoluzionarie Francesi. Per il resto della guerra l'Inghilterra mantenne il controllo indiscusso del Mar Mediterraneo e delle coste spagnole, impedendo con il proprio blocco navale l'uscita della flotta franco-spagnola dal porto di Cadice.